# Nassau-Usingen
Nassau-Usingen fue un condado del Sacro Imperio Romano Germánico en el Círculo Alto Renano que se convirtió en principado en 1688.
El origen del condado se halla en el condado medieval de Weilnau que fue adquirido por los condes de Nassau-Weilburg en 1602. El condado fue dividido en 1629 en las líneas de Nassau-Weilburg, Nassau-Idstein y Nassau-Saarbrücken que fue dividido solo 30 años más tarde en 1659.
Los condados emergentes fueron Nassau-Saarbrücken, Nassau-Ottweiler y Nassau-Usingen. A principios del siglo XVIII 3 de las líneas de Nassau quedaron extintas y Nassau-Usingen se convirtió en su sucesor (en 1721 Nassau-Idstein, en 1723 Nassau-Ottweiler y en 1728 Nassau-Saarbrücken). En 1735 Nassau-Usingen fue dividido de nuevo en Nassau-Usingen y Nassau-Saarbrücken. En 1797 Nassau-Usingen heredó Nassau-Saarbrücken por segunda vez.
El 17 de julio de 1806 los condados de Nassau-Usingen y Nassau-Weilburg se unieron a la Confederación del Rin. Bajo la presión de Napoleón ambos condados se fusionaron para crear el Ducado de Nassau el 30 de agosto de 1806 bajo el gobierno conjunto del Príncipe Federico Augusto de Nassau-Usingen y su primo más joven, el Príncipe Federico Guillermo de Nassau-Weilburg. En tanto de Federico Augusto no tenía herederos consintió en que Federico Guillermo se convertiría en el único gobernante tras su muerte. Sin embargo Federico Guillermo murió súbitamente al caer de unas escaleras en el Castillo de Weilburg el 9 de enero de 1816 y fue su hijo Guillermo quien se convertiría en duque único de un Nassau unificado.

## Lista de gobernantes
| reinado      | nombre            | nacimiento | fallecimiento | relación con su predecesor                   |
| ------------ | ----------------- | ---------- | ------------- | -------------------------------------------- |
| 1640/59-1702 | Walrad            | 5-3-1635   | 17-10-1702    | hijo de Guillermo Luis de Nassau-Saarbrücken |
| 1702-1718    | Guillermo Enrique | 2-5-1684   | 14-2-1718     | hijo de Walrad                               |
| 1718-1775    | Carlos            | 1-1-1712   | 21-6-1775     | hijo de Guillermo Enrique                    |
| 1775-1803    | Carlos Guillermo  | 9-11-1735  | 17-5-1803     | hijo de Carlos                               |
| 1803-1806    | Federico Augusto  | 23-4-1738  | 24-3-1816     | hermano de Carlos Guillermo                  |